# Camelops
Західні верблюди (Camelops) — викопний рід великих представників родини верблюдячих (Camelidae), що мешкали з кінця плейстоцену до кінця останнього льодовикового періоду на Заході Північної Америки, де вони зникли наприкінці плейстоцену близько 8 тис. років до н. е.

## Передмова
Представники Camelops вперше з'явилися в епоху пізнього пліоцену і вимерли наприкінці плейстоцену. Попри те, що верблюди наразі мають ареал розповсюдження у пустелях Азії та Африки, родина Camelidae, яка містить верблюдів і лам, виникла в Північній Америці в середньому еоцені, принаймні 44 мільйонів років тому Родини Camelidae і Equidae виникли в Америці і мігрували до Азії через Берингову протоку.
Наприкінці олігоцену та на початку раннього міоцену, верблюдові зазнали швидких еволюційних змін, в результаті чого утворилось кілька родів з різними анатомічними особливостями, починаючи від верблюдових, з короткими кінцівками, щось на кшталт сьогоденної газелі, і до верблюдових схожих на сьогоденного жирафа, з довгими ногами і довгою шиєю. Це велике різноманіття скоротилося до всього лише кілька видів, таких як Camelops hesternus, що залишилися в Північній Америці, перш ніж остаточно вимерти близько 8 тис. років до н.е.

## Поширення
Західні верблюди населяли західну частину Північної Америки між пізнім пліоценом і пізнім плейстоценом. Відомо шість різних видів, з яких, можливо, не всі відповідають цьому статусу. Останнім видом західних верблюдів став Camelops hesternus з пізнього плейстоцену, зниклий всього близько 10 000 років тому. На відомому ранчо Ла-Брея в Каліфорнії були знайдені рештки приблизно 40 різних особин цього виду, який на півночі проник навіть до річки Юкон. Крім західних верблюдів у пізньому плейстоцені Північну Америку населяли ще два дрібніших види, що належать до родів Palaeolama та Hemiauchenia. Вони вимерли майже одночасно із західними верблюдами. Після цього в Північній Америці після мільйонів років еволюційного розвитку зовсім не залишилося верблюдів.

## Зовнішність

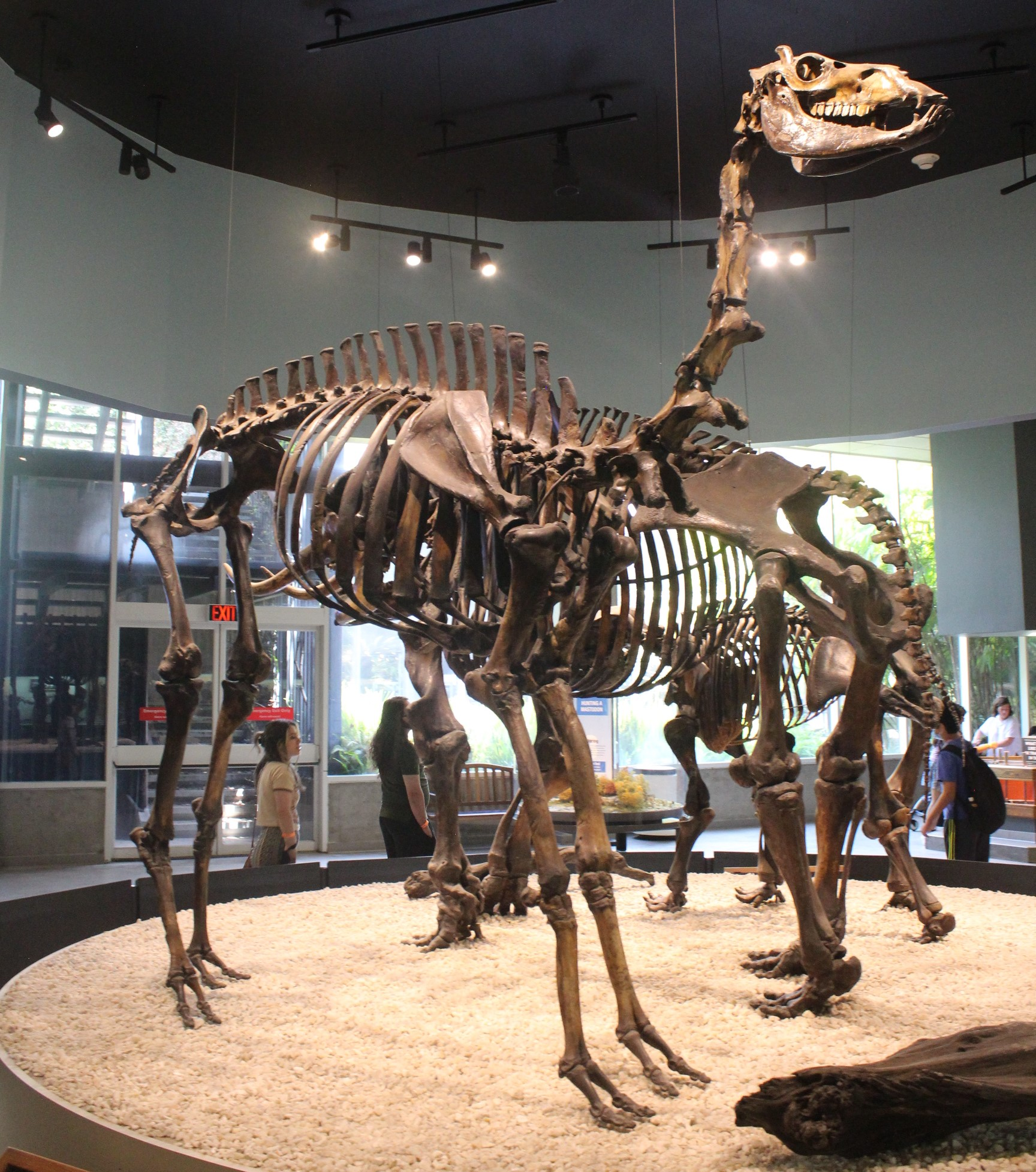
Скелет Camelops hesternus

Попри те, що західні верблюди були ближче до карликових верблюдів, які жили по сусідству, за виглядом вони більше нагадували сучасного одногорбого верблюда (Camelus dromedarius), а зростом досягали 3,6 м. Ймовірно, у них був теж лише один горб посеред спини, проте задня частина тіла була більш округленою, а кінцівки були довші, ніж у сучасних верблюдів.

## Поведінка
Західні верблюди, які населяли насамперед посушливіші райони заходу Північної Америки, споживали траву і пересувалися у великих стадах. Знахідки їх решток поруч із рештками людей дозволяють припустити, що вони були об'єктом людського полювання.